# 福本翔平
福本 翔平（ふくもと しょうへい、1992年6月12日 - ）は、日本の元ラグビー選手。

## プロフィール
- 大阪府大阪市出身。
- 現役時代のポジションはフランカー(FL)。
- 身長 181cm、体重 93kg
- ニックネームはフク、しょうへい、ねずみ。
- U20日本代表候補に選ばれたことがある[1]。
- 7人制日本代表に選ばれたことがある[2]。
- 中学時代はラグビー部の後輩に対する

肩パン100連発を得意としていた。

## 略歴
ラグビーを始めたきっかけは地元のおっちゃんに誘われたことから。
2011年、東海大仰星高校卒業後、大阪体育大学に入学する。
2014年、大阪体育大学ラグビー部の主将に就任した。
2015年、大阪体育大学卒業後、リコーブラックラムズ(現・リコーブラックラムズ東京)に加入。同年11月14日に行われたジャパンラグビートップリーグ第1節のNTTコミュニケーションズシャイニングアークス戦に途中出場で公式戦初出場を果たす。
2022年、現役を引退した。